# Fuchs Lívia
Fuchs Lívia (Budapest, 1947. december 6. –) magyar tánctörténész, egyetemi tanár.

## Életpályája
1969–1978 között a Vasas Művészegyüttesben táncolt. 1971–1972 között a 25. Színház tagja volt. 1972–1977 között az Eötvös Loránd Tudományegyetem Bölcsészettudományi Karának hallgatója volt. 1976–2000 között a Magyar Táncművészek Szövetség tudományos tagozatának tagja, 1986–1988 között titkára volt. 1977–1982 között a Táncművészet című folyóirat munkatársaként dolgozott Maácz László társaságában. 1981–1985 között a Színház- és Filmművészeti Főiskola tanulója volt színházelmélet–dramaturgia szakon. 1982–1989 között a Magyar Táncművészek Szövetségének Táncarchívumát vezette. 1989–1995 között a Magyar Táncművészeti Főiskola főiskolai adjunktusa, 1995 óta főiskolai docense, tánctörténetet tanít.

## Művei
- Koreográfiai tendenciák a hetvenes évek néptáncművészetében (1982)
- Fejezetek az angol balett XX. századi történetéből. Szemelvények, bemutatójegyzékek; szerk. Fuchs Lívia, ford. Fenyő Imre, Urbán Mária, Vajda Márta; Magyar Táncművészek Szövetsége, Bp., 1984
- Fejezetek a balettpedagógia történetéből. Szemelvények Blasis, Cecchetti és Taraszov műveiből; szerk. Fuchs Lívia, L. Merényi Zsuzsa; Magyar Táncművészek Szövetsége, Bp., 1985
- Az amerikai zenés színház. Krónika; fel. szerk. Fuchs Lívia, ford. Urbán Mária; Magyar Táncművészek Szövetsége, Bp., 1986
- A csodálatos mandarin a magyar színpadokon (1986)
- Különszám Milloss Aurél tiszteletére; fel. szerk. Fuchs Lívia; Magyar Táncművészek Szövetsége, Bp., 1988 (Külföldi Szemle különszám)
- A színpadi tánc története Magyarországon; szerk. Dienes Gedeon, Fuchs Lívia; Múzsák, Bp., 1989
- Az új tánc új nemzedéke (1992)
- Félúton. A kortárs táncmozgalom egy évtizede (1993)
- Fejezetek a modern tánc történetéből. Tanfolyami segédanyag; Magyar Művelődési Intézet, Bp., 1995
- Fuchs Lívia–Szilágyi Gábor: Forog a tánc, forog... A Vasas Művészegyüttes Tánckarának története, 1927-1997; Vasas Szakszervezeti Szövetség, Bp., 1998
- A tánc forradalmárai. Vendégszereplők 1898 és 1948 között. Bajor Gizi Színészmúzeum, Budapest, 2004. március 19–május 2.; OSZMI, Bp., 2004
- Száz év tánc. Bevezetés a táncművészet XX. századi történetébe; L'Harmattan, Bp., 2007 (Tánctörténet)
- Táncpoétikák. Szöveggyűjtemény a reneszánsztól a posztmodernig; szerk. Fuchs Lívia; L'Harmattan, Bp., 2008 (Tánctörténet)
- Dance profile Hungary; szerk. Fuchs Lívia; L'Harmattan, Bp., 2011